# 广州宗教
广州的宗教文化源远流长，其中主要的宗教为道教、佛教、基督教、天主教以及伊斯兰教。广州为中国的宗教圣地，除道教外，汉传佛教以及另外三大宗教均由广州传入中国内地。

## 历史
广州古代的土著越人信奉鬼神，但未形成宗教。最早传入广州的是佛教，三国时期东吴五凤二年(255年)，西域人支疆梁接到广州翻译佛经。西晋光熙元年(306年)，葛洪到广州从事道教研究和写作。隋末唐初，信奉伊斯兰教的阿拉伯和波斯商人，开始居留广州，并兴建清真寺，伊斯兰教传入广州。天主教于明朝末年进入广州，但罗马教廷与中国统治者矛盾严重，天主教被禁止传播，至清朝康熙四十三年(1704年)，广州天主教堂全部关闭，传教士被驱逐。嘉庆十二年(1807年)起，基督教传教士也开始进入广州。鸦片战争后，天主教、基督教传教士大批进入广州，公开传教。
各宗教在广州发展演变，与广州传统文化融合，形成了许多具有地方特色的教派和宗教文化遗迹，如：光孝寺、华林寺、怀圣寺、三元宫、东山堂等。中华人民共和国成立后，先后于1956年成立广州市伊斯兰教协会、1958年成立广州市佛教协会、1981年成立广州市基督教协会、1987年成立广州市道教协会。近年陆续重修、开放多座具有宗教特色的建筑。

## 廣州各宗教
- 佛教
- 基督教
  - 天主教广州总教区
  - 广州基督教新教
- 伊斯蘭教